# Ficarra e Picone
Salvatore Ficarra (Palerme, 27 mai 1971) et Valentino Picone (Palerme, le 23 mars 1971) sont un duo comique  italien qui travaille sur scène, au cinéma, à la télévision et comme auteurs de livres.

## La vie et la carrière
Ficarra e Picone ont commencé en 1993 en trio avec Salvatore Borrello à se produire sur scène sous le nom Chiamata Urbana Urgente.
Restés à deux, ils ont gardé ce nom jusqu'en 1998, année où ils ont commencé à utiliser leur nom de famille: Ficarra e Picone.
En 2000 Ficarra e Picone font leurs débuts au cinéma avec Chiedimi se sono felice, de Aldo, Giovanni et Giacomo et deux ans plus tard, ils jouent le premier film en tant qu'acteurs principaux, Nati stanchi.
En 2007, ils font leurs débuts en tant que réalisateurs aux côtés de Gianbattista Avellino avec le film Il 7 e l'8, pour lequel ils ont été nommés au David di Donatello du Meilleur Nouveau Réalisateur et au Ruban d'Argent dans la même catégorie.
Également en 2007, ils ont été représentés comme des personnages de bande dessinée dans l'histoire Zio Paperone e il rapimento teatrale (trad. littérale L'oncle Picsou et l'enlèvement théâtral), publié dans le numéro de 2678 de Topolino.

## Filmographie
- 2000 : Chiedimi se sono felice
- 2002 :  Nati stanchi
- 2007 :  Il 7 e l'8
- 2009 :  
  - La matassa
  - Baarìa
- 2011 : 
  - Femmine contro maschi
  - Il Peut Être l'Amour, Mais Il Ne montre pas
- 2014 :  
  - Belluscone: Un Sicilien Histoire
  - Andiamo a quel paese
- 2017 :  L'ora legale
- 2019 : Il primo Natale[5].
- 2022 : Coincés ![6]

## Publications
- 2003 – Vuoti un perdere, Kowalsky editore
- 2004 – Stanchi, Kowalsky editore
- 2005 – Diciamoci la verità, Mondadori
- 2007 – Sono cose che capitano, Mondadori

## Récompenses
- 2007 – Premio Charlot – Striscia la notizia[7]
- 2007 – Capri Exploiter Award[8]
- 2009 – Premio Barocco[9]